# Miniatur Wunderland

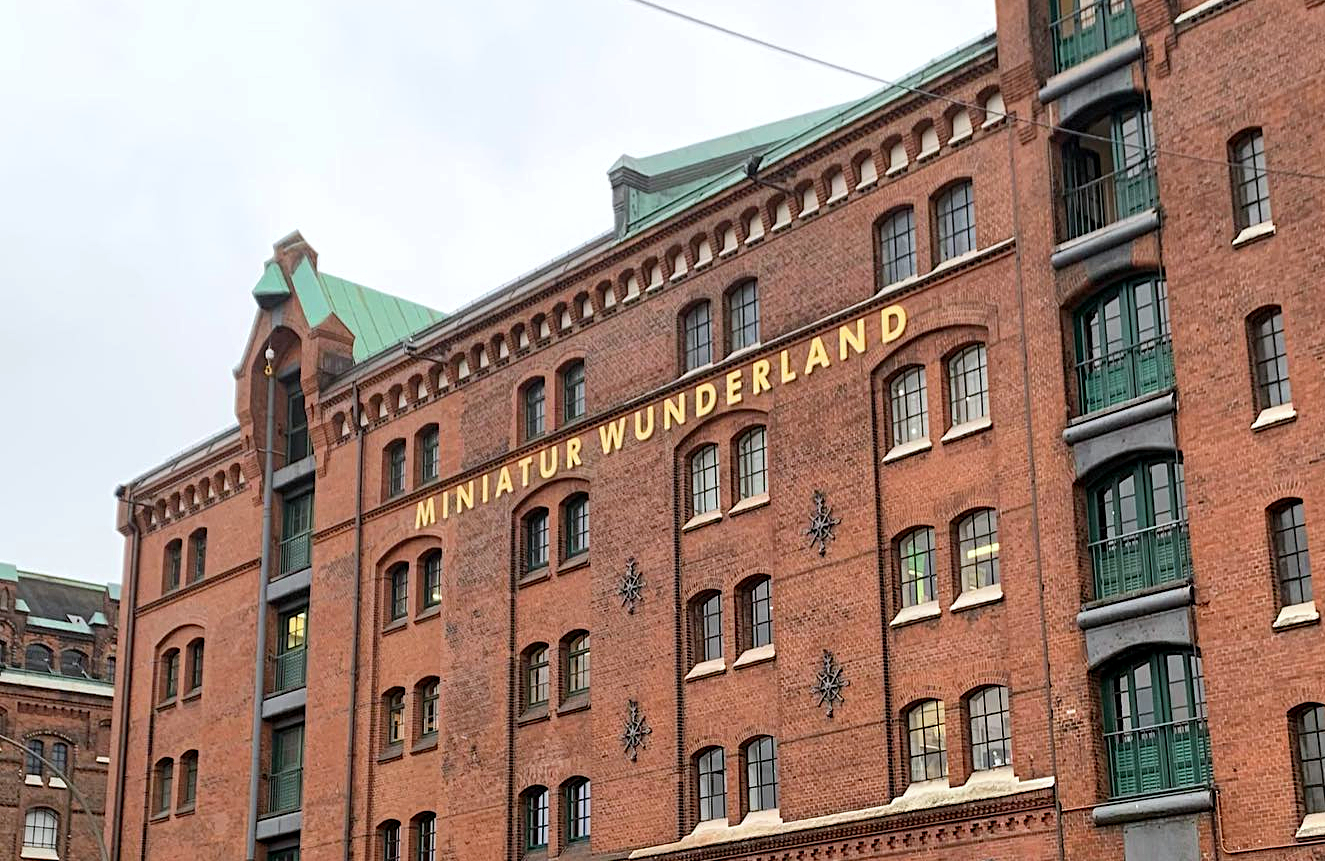
Główny budynek Miniatur Wunderland

Miniatur Wunderland – największa makieta modelarstwa kolejowego na świecie, znajdująca się w Hamburgu w Niemczech.
W styczniu 2008 makieta posiadała 11000 metrów torów w skali H0 (1:87), podzielonych na 9 sekcji:
- Niemcy Środkowe,
- Hamburg i wybrzeże,
- USA,
- Austria
- Skandynawia
- Szwajcaria.
- Knuffingen
- lotnisko Knuffingen
- Włochy

Z 4.000 m² łącznej powierzchni makieta zajmuje 1.500 m².

## Galeria

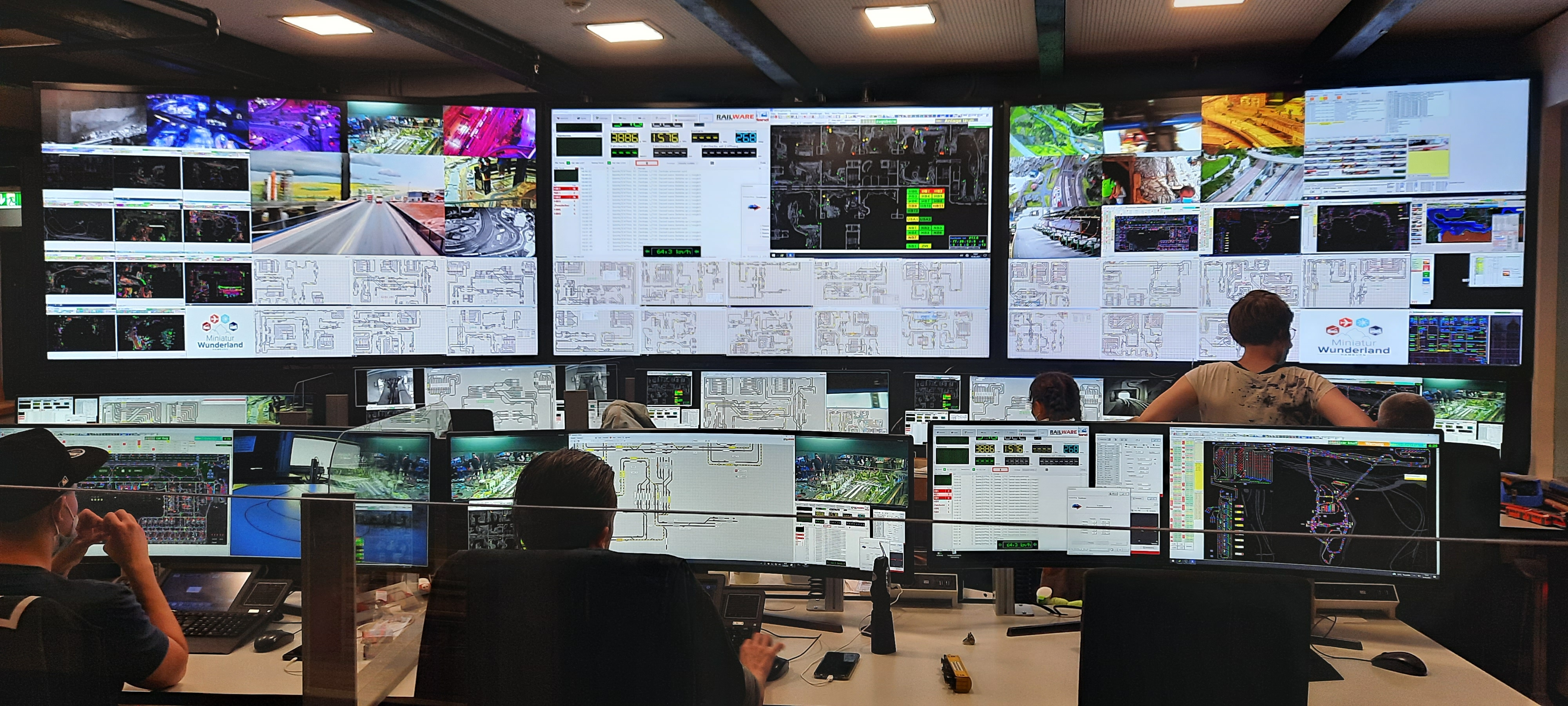